# Klaus Wennemann
Klaus Wennemann (18 de diciembre de 1940 - 7 de enero de 2000) era un actor alemán. Fue muy reconocido por sus actuaciones como el Jefe Ingeniero Fritz Grade  (o LI) en la película Das Boot y como Faber en el show televisivo Der Fahnder. Falleció a los 59 años de edad por resultado de un cáncer al pulmón.

## Filmografía
- 1981 : Das Boot
- 1983 : Die Macht der Gefühle
- 1983 : Rote Erde
- 1984 : Abwärts
- 1984–1993 : Der Fahnder (serie televisión)
- 1986 : Tatort – Freunde
- 1987 : Der Unsichtbare
- 1987 : Auf Achse - Reporter des Regenbogens
- 1988 : Liebling Kreuzberg - Rom und zurück
- 1989 : Schuldig (telefilm)
- 1990 : Neuner
- 1992 : Schuld war nur der Bossa Nova (telefilm)
- 1993 : Vater braucht eine Frau (serie televisión)
- 1994-1995 : Schwarz greift ein (serie televisión)
- 1998-1999 : Hinter Gittern – Der Frauenknast
- 1999 : Siska – Fünf Minuten, höchstens sechs
- 1999 : Morgen gehört der Himmel dir (telefilm)
- 1999 : Küstenwache – Blinder Passagier